# Falsoserixia rubrithorax
Falsoserixia rubrithorax är en skalbaggsart som beskrevs av Maurice Pic 1927. Falsoserixia rubrithorax ingår i släktet Falsoserixia och familjen långhorningar. Inga underarter finns listade i Catalogue of Life.